# Mychophilus
Mychophilus är ett släkte av kräftdjur som beskrevs av Hesse 1865. Mychophilus ingår i familjen Enteropsidae.
Släktet innehåller bara arten Mychophilus roseus. Mychophilus är enda släktet i familjen Enteropsidae.